# 桂山 (景泰進士)
桂山（1419年—1478年），字本寧，四川成都府成都縣人，軍籍，治《書經》。

## 生平
六月二十八日生，行三，由國子生中式四川鄉試第四十三名舉人，會試中式第十六名。年三十三歲中式景泰二年辛未科第二甲第十七名進士。

## 家族
曾祖桂德高，元兩淮都轉運司提舉；祖桂伯華；父桂文禮；母劉氏；繼母蔣氏。嚴侍下，妻王氏，兄廣；龍。